# 常磐白鳥町
常磐白鳥町（じょうばん しらとりまち）は、福島県いわき市にある大字である。郵便番号は972-8325。

## 地理
いわき市中央部の常磐地区に属する。北で常磐上湯長谷町、北東で桜ケ丘、常磐下湯長谷町、南東で常磐西郷町、南で渡辺町泉田、西で常磐藤原町とそれぞれ隣接する。概ね町村制施行以前の磐前郡白鳥村の流れを汲む地域である。二級水系藤原川中流域と左岸支流の大師川流域を主な範囲とする。藤原川が形成する谷底に水田が広がり、大師川合流点付近の平地や山裾に住宅地が広がる。大師川上流部には白鳥温泉が位置する。常磐関船町内に所在するいわき中央警察署常磐分庁舎及び常磐消防署がそれぞれ管轄にあたる。

### 主な字
字
複数の字を持つが、地名の表記に「字」の文字は使用されない。
- 上ノ原
- 勝丘
- 館
- 竜ケ崎

- 北蟹打
- 南蟹打
- 壱丁田
- 八合

- 小田倉
- 清水下
- 坂下
- トゲ庭

### 河川
- 藤原川
  - 大師川

## 歴史
- 1879年1月27日 - 湯長谷藩領北白鳥村、南白鳥村、熊野堂村が福島県内における郡区町村制の施行により磐前郡の村となる[4]。
- 1880年2月27日 - 北白鳥村、南白鳥村、熊野堂村が合併し白鳥村が成立する[4]。
- 1889年4月1日 - 町村制の施行により白鳥村が岩ヶ岡村、下船尾村、馬玉村、長孫村、上湯長谷村、下湯長谷村、関船村、水野谷村、藤原村、西郷村と合併し、磐前郡磐崎村が成立する。旧白鳥村域は磐崎村の大字となる[4]。
- 1896年4月1日 - 磐前郡と周辺郡との合併により石城郡が発足し、石城郡磐崎村となる[4]。
- 1954年3月31日 - 磐崎村が湯本町と合併し常磐市が成立し、常磐市の大字となる[4]。
- 1966年10月1日 - 常磐市が平市・勿来市・内郷市・磐城市、石城郡小川町・遠野町・四倉町・川前村・田人村・好間村・三和村、双葉郡久之浜町・大久村と合併しいわき市となり、いわき市常磐地区の大字となる[4]。

## 世帯数と人口
2023年10月31日現在の世帯数と人口は以下の通りである。
| 大字       | 世帯数  | 人口   |
| ---------- | ------- | ------ |
| 常磐白鳥町 | 441世帯 | 1120人 |

## 小・中学校の学区
市立小・中学校に通う場合、学区は以下の通りとなる。
| 番地           | 小学校               | 中学校               |
| -------------- | -------------------- | -------------------- |
| 勝丘の一部     | いわき市立藤原小学校 | いわき市立磐崎中学校 |
| 上記以外の全域 | いわき市立磐崎小学校 | いわき市立磐崎中学校 |

## 交通

### 道路
- 福島県道14号いわき石川線いわき石川バイパス
- 福島県道56号常磐勿来線（旧々国道6号）

## 施設
- いわき市立磐崎中学校（校庭の一部）
- 白鳥温泉